# Leningrád–novgorodi offenzíva

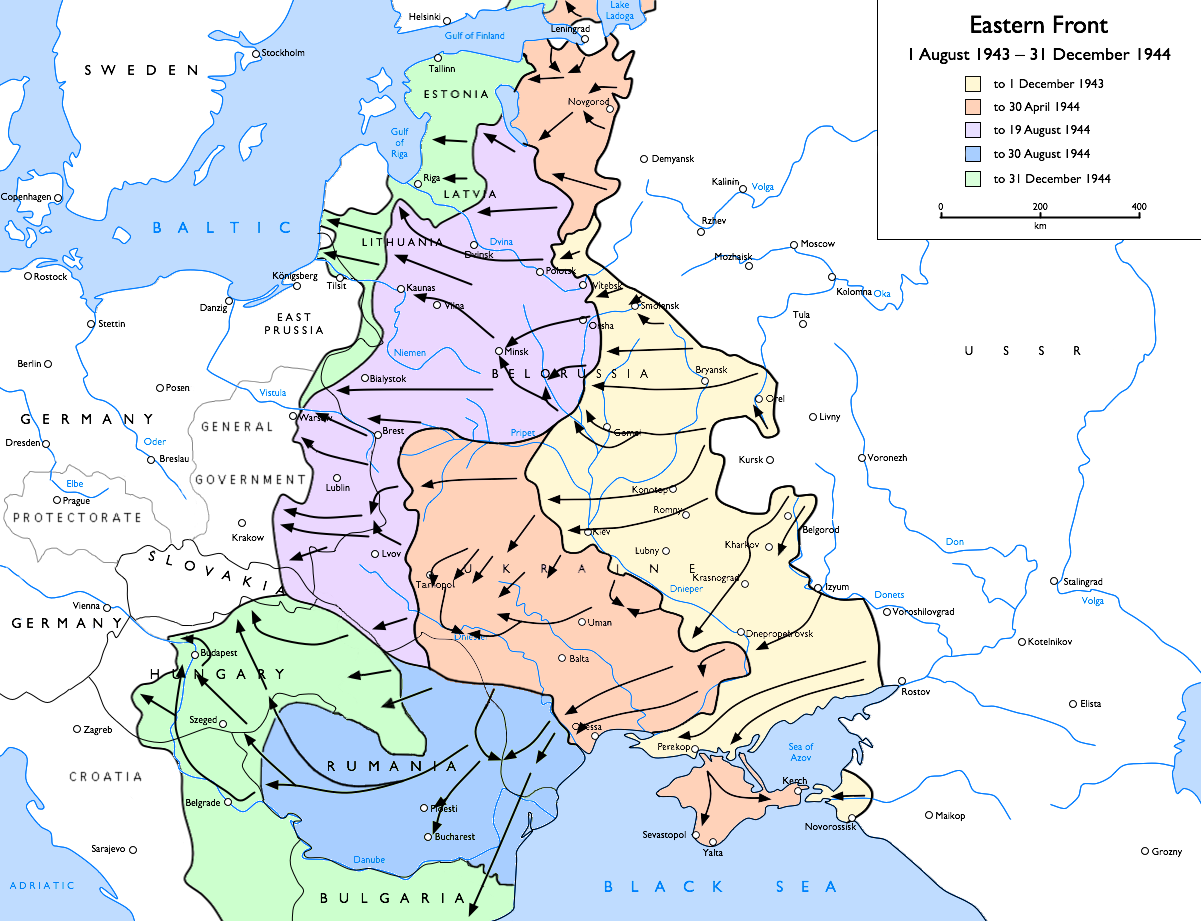
Szovjet előretörés 1943 közepétől 1944 végéig

A leningrád–novgorodi stratégiai offenzíva a szovjet Vörös Hadsereg Leningrádi és Volhovi Frontjainak a támadása volt a német Észak Hadseregcsoport ellen, a 2. Balti Front egyes részeivel együtt, azzal a céllal, hogy véget vessenek Leningrád (a mai Szentpétervár) ostromának. A támadást 1944. január 14-én indították. Mintegy két héttel később a szovjetek visszanyerték a Moszkva–Leningrád-vasútvonal feletti ellenőrzést, és január 26-án Sztálin bejelentette a leningrádi ostrom végét, és hogy a német erőket kiverték a Leningrádi területről.
A stratégiai offenzíva egy hónappal később, március 1-jén zárult hivatalosan, amikor a Leningrádi Front újabb hadműveletre kapott parancsot, a Narva folyón át, a 2. Balti Frontnak pedig azt a területet kellett megvédenie, amelyet a német XVI. hadtestet üldözve foglalt el.
A németek majdnem 72 ezer embert veszítettek és 85 darab, 15-40 centiméter kaliberű ágyút, miközben 60-100 kilométerrel hátraszorították őket Leningrádtól a Luga folyóig. A szovjetek embervesztesége sokkal nagyobb, a németnek több, mint négyszerese volt.

## Fordítás
Ez a szócikk részben vagy egészben  a   Leningrad–Novgorod Offensive című angol Wikipédia-szócikk ezen változatának fordításán alapul.  Az eredeti cikk szerkesztőit annak laptörténete sorolja fel. Ez a jelzés csupán a megfogalmazás eredetét és a szerzői jogokat jelzi, nem szolgál a cikkben szereplő információk forrásmegjelöléseként.